# مناف أبو يابس
مناف محمد أبو يابس، لاعب كرة قدم سعودي، يلعب في النادي العربي.

## مسيرة اللاعب
لعب في النادي الأهلي ونادي الجبلين ونادي أحد والنادي العربي.